# Sinularia peculiaris
Sinularia peculiaris is een zachte koraalsoort uit de familie Alcyoniidae. De koraalsoort komt uit het geslacht Sinularia. Sinularia peculiaris werd in 1970 voor het eerst wetenschappelijk beschreven door Tixier-Durivault. 